# Rozdělávání ohně
Rozděláváním ohně se rozumí proces získání takového množství tepla, jaké umožní zapálení jiných hořlavých látek, souhrnně nazývaných palivo.

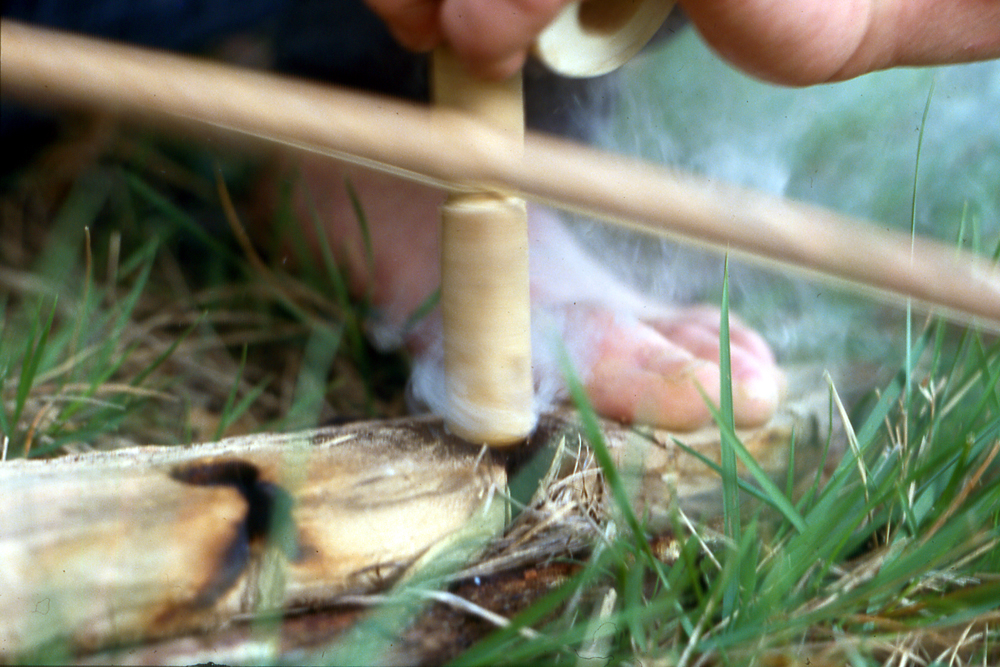
Detail vrtáku a destičky

## Primitivní rozdělávání ohně
Mezi primitivní metody rozdělávání ohně patří metody, při kterých se potřebné teplo získává mechanicky – třením, úderem nebo stlačením vzduchu. Nazývají se tak proto, protože patří mezi nejstarší a nejjednodušší způsoby získání ohně.
Rozdělávání ohně třením je efektivní pro suché oblasti, kde byl původně člověk, kdežto ve vlhčím klimatickém pásmu neandrtálců se používají jiskry.

## Získání žhavého uhlíku
Při rozdělávání ohně třením dřev, se nezapaluje troud přímo teplem, ale řeřavým uhlíkem vytvořeným z hromádky rozžhavených pilin. V takovém případě mohou jako troud posloužit i látky, které samy o sobě nejsou schopny zachytit rozžhavenou jiskru.

### Vrtáním

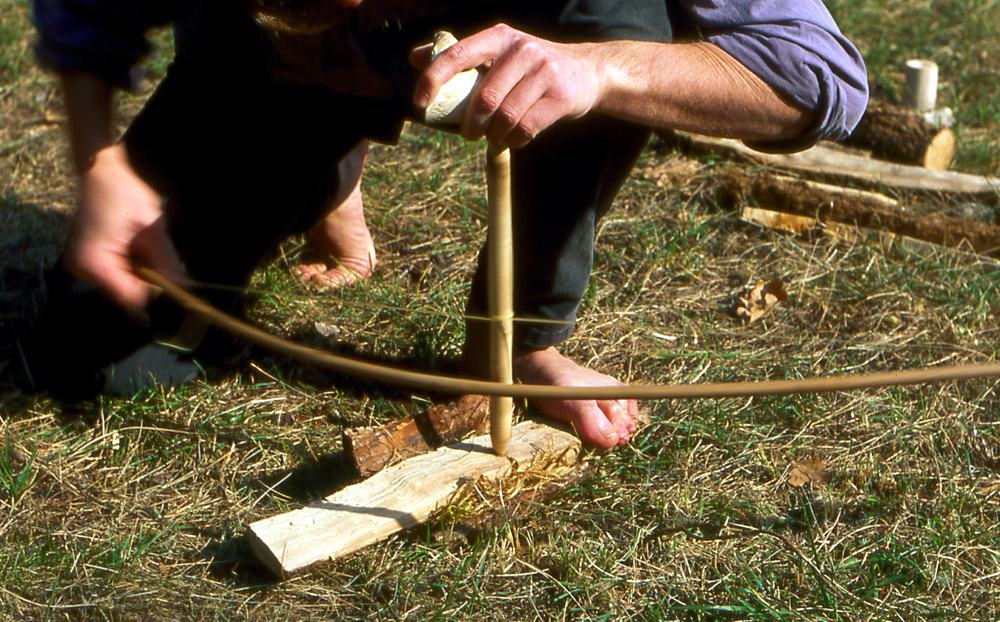
Tření za pomoci lukové vrtačky

Vrtání, zpravidla za pomoci „lukové“ vrtačky patří k nejrozšířenější primitivní metodě rozdělávání ohně třením dřev. Jak rozdělat oheň za pomoci lukové vrtačky popsal i spisovatel Ernest Thompson Seton ve své knize "Dva divoši".
Při otáčení dřevěného kolíku (nebo jiného použitelného rostlinného materiálu) v jamce dřevěné destičky se třením uvolňují a postupně zahřívají drobné piliny, které padají bočním zářezem destičky na připravený troud a tam tvoří hromádku nažhavených pilin. To se provádí tak dlouho, dokud teplo nahromaděných nažhavených pilin hromádku nezapálí.
Vytvořeným žhavým uhlíkem se pak zapálí připravený troud a od něj po rozfoukání do plamene připravené palivo.
K vrtání však není nezbytně nutné používat luk, ale stačí i pouhá síla paží. Dlouhé roky panoval názor, že tento způsob je realizovatelný pouze v extrémně suchých oblastech, ale není tomu tak. I ve středoevropských podmínkách lze rozdělat oheň třením dřev dlaněmi. Je pro to zapotřebí dodržet několik pravidel:
- dřevěný kolík během otáčení musí být v ose
- při tření nesmí hrot kolíku opustit důlek
- začít je třeba zvolna, tak aby došlo k zahřátí hrotu a jamky a teprve postupně zvyšovat tempo a přítlak.

Při tření dřev dlaněmi si lze pomoci pískem (podsypáním hrotu se docílí snazšího uvolnění pilin) a pryskyřicí. Je-li totiž kolík natřený pryskyřicí, neprokluzuje v dlaních a je možné vyvinout během tření vyšší přítlak, aniž by hrozilo riziko puchýřů.

### Plužením

Rozdělávání ohně plužením.

Při plužení se uvolňují žhavé piliny při tření dřevěného kolíku („pluhu“) o stěny drážky v dřevěné podložce. Pohybem pluhu se shrnují na jednoho konce drážky tak dlouho, dokud nedojde k jejich vznícení.

### Řezáním

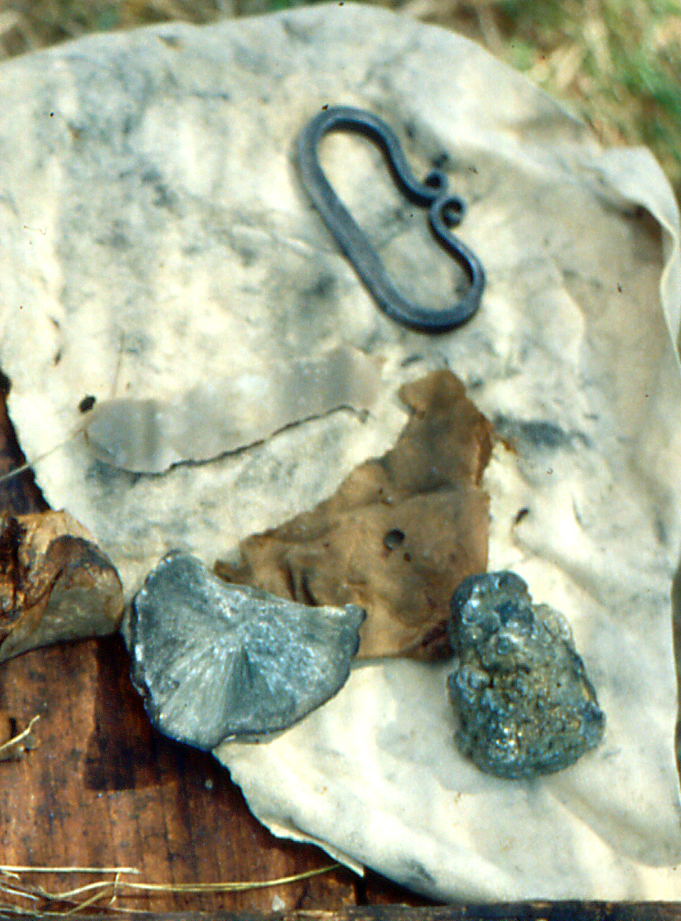
Křesací souprava
křesadla: pyrit, markazit, ocílka
troud: hubka
křesací kámen: úštěp pazourku

K uvolnění a žhavení pilin dochází „řezáním“ podkladu s umístěným troudem dřevěnou nebo bambusovou „pilou“. Ke stejnému účelu by však měl jít použít také motouz či řemínek.

## Zapálení troudu teplem

### Teplem vykřesané jiskry
Úderem tvrdého kamene o křesadlo dojde k vyražení jiskry, která je svým teplem schopna zapálit hubku nebo troud z přepálené bavlny.

### Teplem stlačeného vzduchu
Tepla stlačeného vzduchu se pro zapálení troudu využívalo v Polynésii u tzv. „ohňového pístu“. Je to pouzdro zhotovené z neprodyšného materiálu (husté dřevo, kost, rohovina,…) do kterého se prudkým úderem zasune píst. Ten má v malé jamce na svém konci umístěn kousek troudu, který se teplem stlačeného vzduchu nažhaví na zápalnou teplotu tak, že se při kontaktu se vzduchem vznítí.

### Teplem slunečních paprsků
Ačkoliv čiré sklo je relativně novověkým vynálezem, jsou z archeologických nálezů známé čočky vybroušené z přírodního křišťálu. Ačkoliv  z archeologických nálezů dosud nejsou známé ledové čočky, díky globální změně klimatu dokonce není vyloučena jejich nenávratná ztráta, existují nicméně doklady o jejich používání Eskymáky.